# Gunung Sarong Kris
Gunung Sarong Kris är ett berg i Indonesien.   Det ligger i provinsen Aceh, i den västra delen av landet, 1 900 km nordväst om huvudstaden Jakarta. Toppen på Gunung Sarong Kris är 571 meter över havet. Gunung Sarong Kris ligger på ön Pulau We.
Terrängen runt Gunung Sarong Kris är kuperad åt nordost, men åt sydväst är den platt. Havet är nära Gunung Sarong Kris åt sydväst.  Närmaste större samhälle är Sabang, 8,7 km norr om Gunung Sarong Kris. 